# Heilbronn
Heilbronn je město na jihu Německa, ležící na řece Neckar ve spolkové zemi Bádensko-Württembersko. Žije zde přibližně 130 tisíc obyvatel. Heilbronn byl v minulosti svobodným říšským městem a je znám jako centrum vinařství.

## Poloha
Město leží na řece Neckar. Dnes je městem bez okresu (kreisfreie Stadt) a zároveň správním sídlem zemského okresu Heilbronn. Město Heilbronn je také významným hospodářským střediskem regionu Heilbronn Franken, který zahrnuje téměř celý severovýchod Bádenska-Württemberska.

## Infrastruktura a hospodářství

### Vinařství
Vinařství má v Heilbronnu dlouhou tradici a obhospodařuje se ca 514 ha vinic ve Württemberské vinařské oblasti. Vysoká škola v Heilbronnu nabízí studijní obor pro provozovatele vinařství. Největším vinařským sdružením je Genossenschaftskellerei Heilbronn-Erlenbach-Weinsberg.

## Galerie

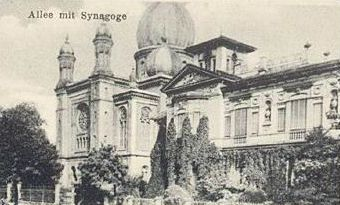
Místní synagoga
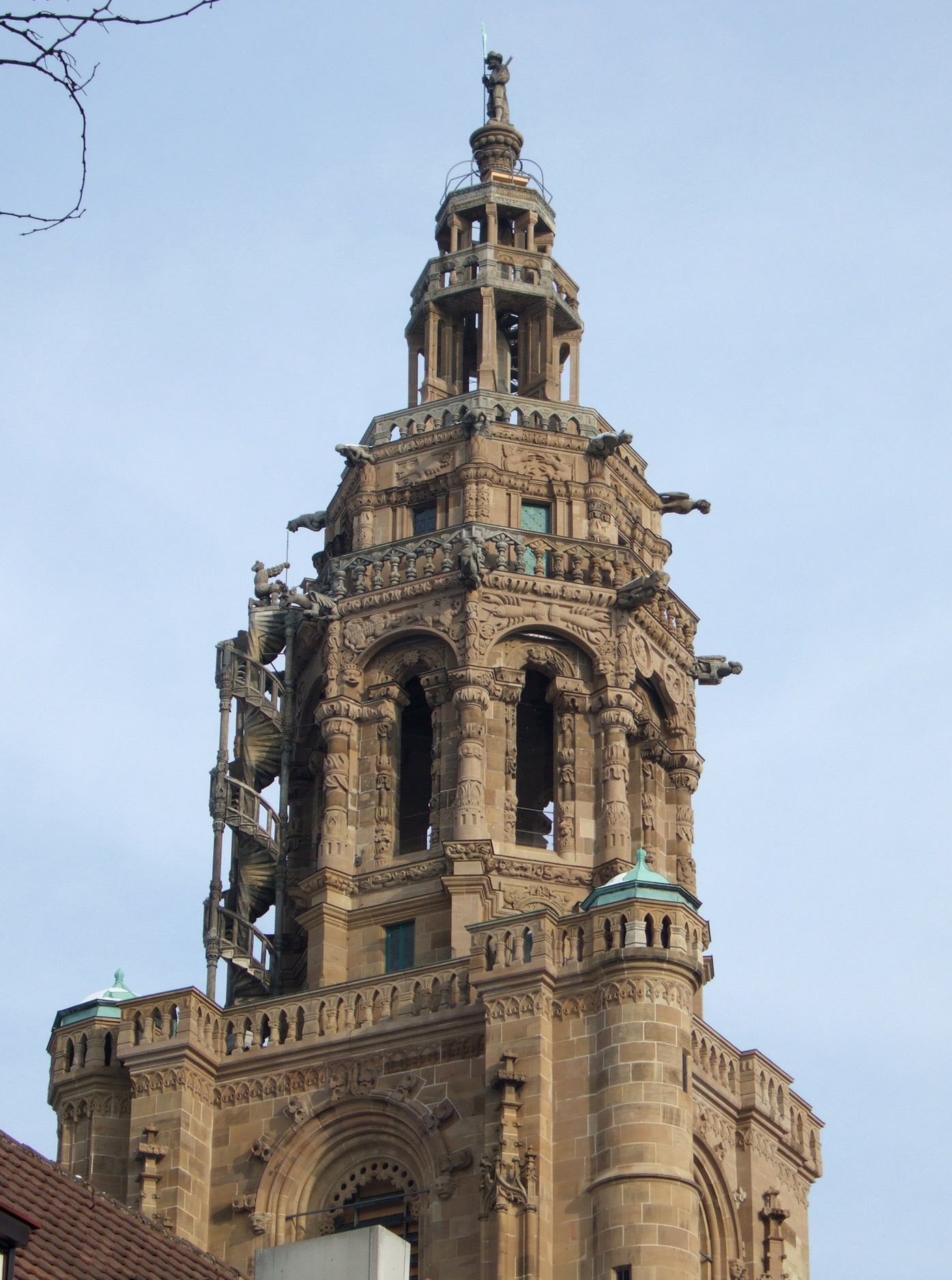
Kilianskirche (Heilbronn)
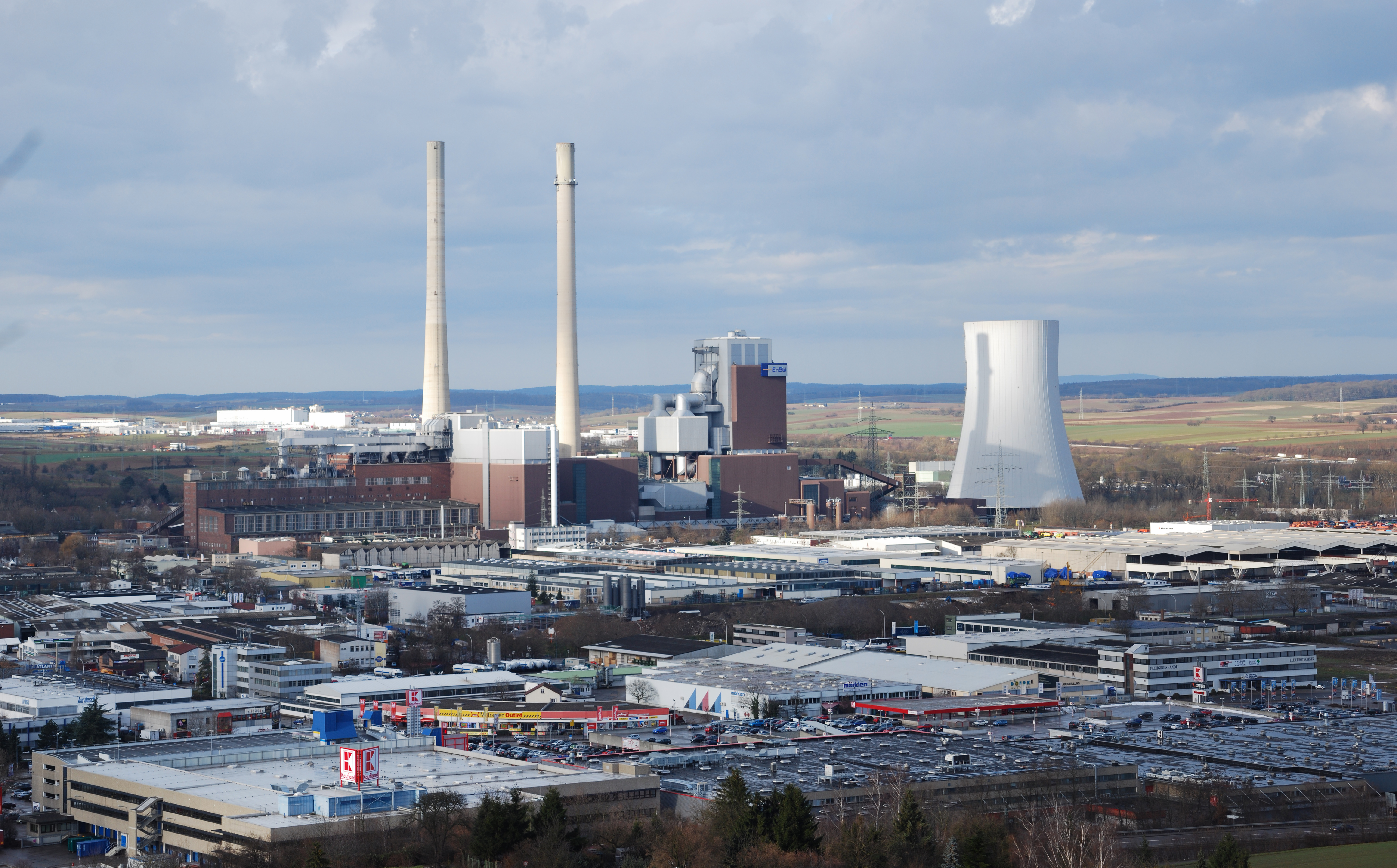
Místní uhelná elektrárna

## Významní rodáci
- Dieter Schwarz, německý podnikatel a miliardář

## Partnerská města
- Béziers, Francie, 1965
- Frankfurt nad Odrou, Braniborsko, Německo, 1988
- Neath Port Talbot, Velká Británie, 1966
- Słubice, Polsko, 1998
- Solothurn, Švýcarsko, 1981
- Stockport, Velká Británie, 1982